# ویندوز پروداکشن
ویندوز پروداکشن (انگلیسی: Windows Production) شرکت فیلم‌سازی و توزیع فیلم است که در کلکته قرار دارد. این شرکت در سال ۲۰۰۲ توسط ناندیتا روی و شیبوپراساد موکرجی ایجاد گردید. این شرکت یکی از پیشتازترین سرای‌های فیلمسازی بنگالی در شرق هند است.